# عدی البیطار
عدی البیطار (عربی: عَـدّي نسيب البيطار؛ زاده: ۷ دسامبر ۱۹۲۴ – درگذشته: ۴ مارس ۱۹۷۳) وکیل، مشاور حقوقی و قضایی کار در مناطق مختلف جهان عرب بود، او در تهیه پیش‌نویس قانون اساسی امارات متحده عربی به درخواست مشترک شیخ زاید بن سلطان آل نهیان و شیخ رشید بن سعید آل مکتوم مشارکت داشت.

## زندگی‌نامه
او در ۷ دسامبر ۱۹۲۴ در بیت‌المقدس متولد شد و مدرک دیپلم خود را گرفت و در رشته قانون حقوق در بیت‌المقدس تحصیل کرد و در سال ۱۹۴۸ فارغ‌التحصیل شد.
او یکی از بازماندگان زخمی بمب‌گذاری شده در هتل پادشاه داوود در بیت‌المقدس بود.

## فعالیت‌ها و مناصب
- دادستان کل در بیت‌المقدس
- قاضی درشهر «وادمدنی» در سودان
- عضو انجمن کانون مدافعان اردن در سال ۱۹۶۴
- مشاور حقوقی شیخ رشید بن سعید آل مکتوم
- قانون مدنی دبی را تشکیل داد و بنیان‌گذار دادگستری مدنی دبی بود.
- او دبیرکل هیئت مدیره و مشاور حقوقی قبل از تشکیل اتحادیه بود پس از تأسیس اتحادیه مجلس او را به عنوان شورای عالی اتحادیه برگزید.
- در جلسه السمیح حضور داشت و دستور نوشتن قانون اساسی شیخ زاید بن سلطان آل نهیان را دریافت کرد.
- قانون اساسی امارات متحده عربی در سال ۱۹۷۱ نوشته شد و دولت از آن پیروی می‌کرد.
- قبل از فوت دو قانون فدرال را طراحی کرد.[۲]

## درگذشت
دو سال پس از تشکیل امارات متحده عربی، او از سرطان روده بزرگ فوت کرد و در تاریخ ۴ مارس ۱۹۷۳ در دبی به خاک سپرده شد.